# Registrum Gregorii

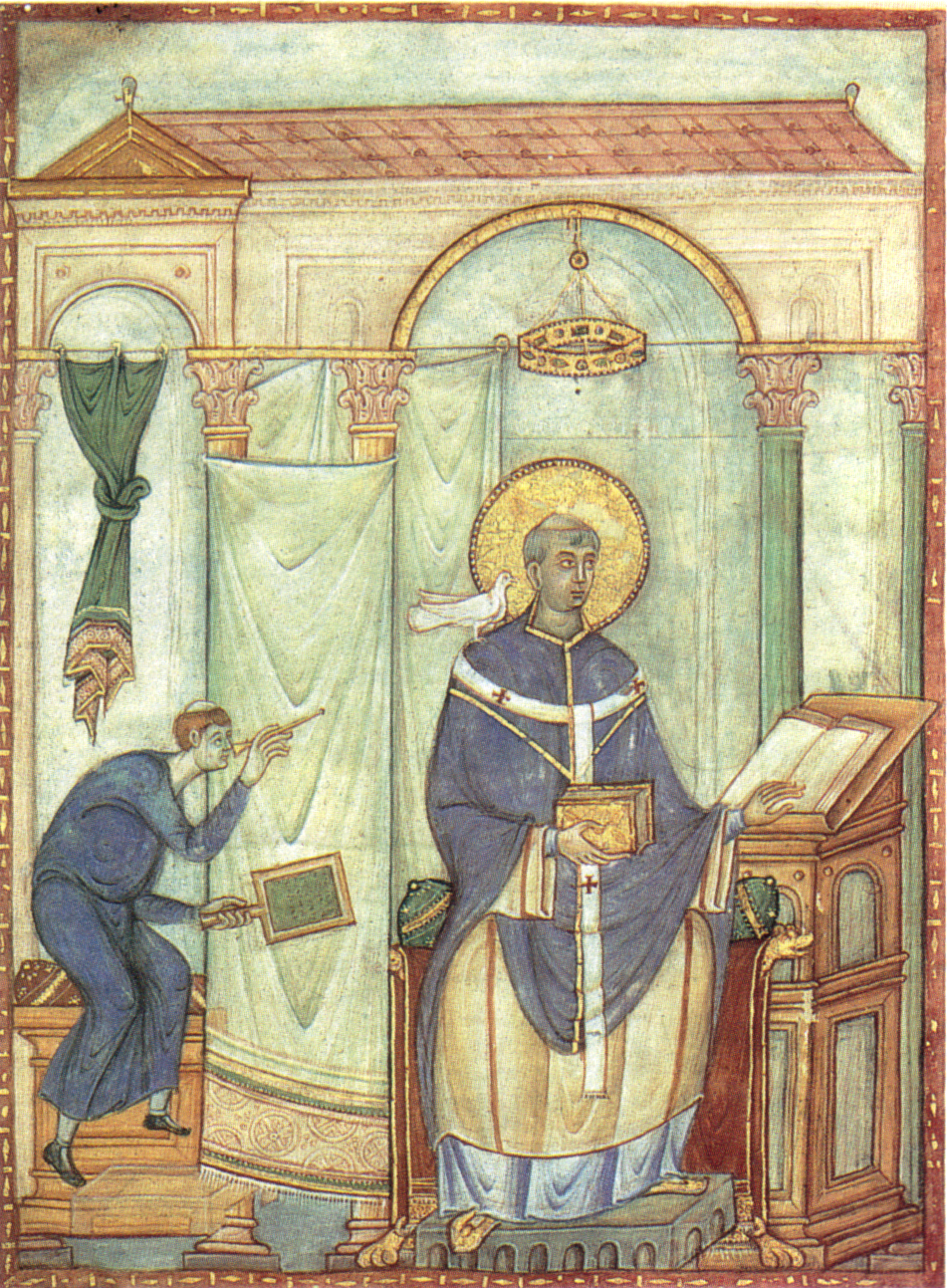
Registrum Gregorii, Grzegorz Wielki, 19,8×27 cm, Stadtbibliothek w Trewirze

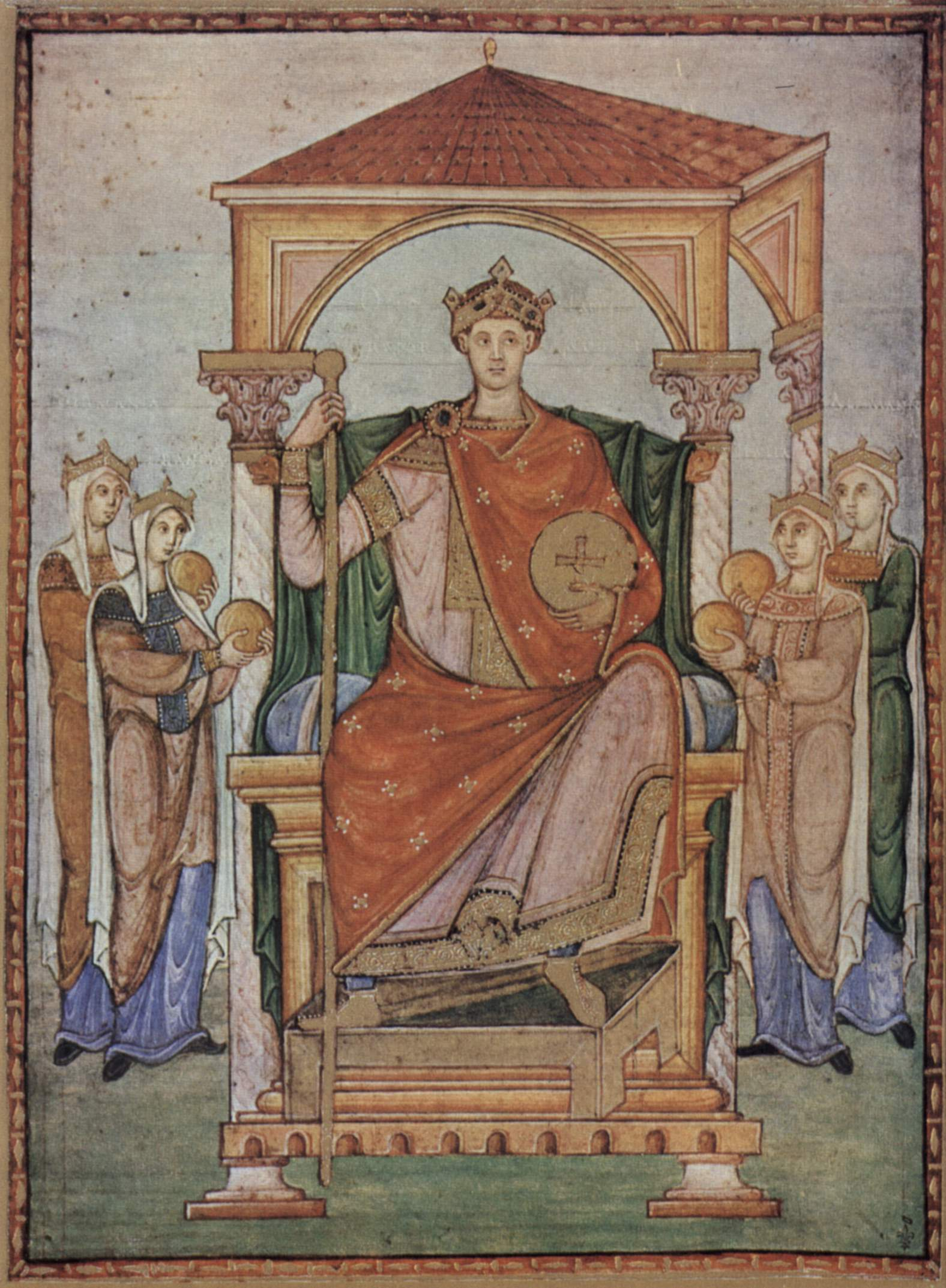
Registrum Gregorii, cesarz przyjmujący hołd, 27×20 cm, pergamin, Musée Condé, Chantilly

Registrum Gregorii – rękopis zawierający zbiór listów papieża Grzegorza Wielkiego, wykonany ok. 983-985 roku przez anonimowego autora. Miniator ten nazywany bywa umownie Mistrzem Registrum Gregorii, a uważany jest za jednego z najwybitniejszych artystów okresu ottońskiego.
Manuskrypt został wykonany na zamówienie Egberta, arcybiskupa Trewiru, prawdopodobnie w celu uczczenia niedawno zmarłego cesarza Ottona II. Do dziś zachował się we fragmentach, podzielony między dwie kolekcje: Stadtbibliothek w Trewirze i Musée Condé w Chantilly. Wśród tych szczątków znajdują się jedynie dwie całostronicowe miniatury.
Jedna z nich ukazuje papieża Grzegorza dyktującego pisarzowi treść swojego dzieła.
Druga przedstawia tronującego cesarza Ottona II, któremu hołd składają cztery postacie personifikujące ziemie, a opisane jako: Germania, Francia, Italia, Alamania. Przynoszą one władcy kule symbolizujące panowanie. Ten model ikonograficzny został przejęty przez późniejszych twórców ottońskich, zaliczanych do tzw. grupy Liuthara. Znane są dziś dwa dzieła ich autorstwa, zawierające podobne miniatury: rękopis dołączony do De bello Iudaico Józefa Flawiusza (Biblioteka Państwowa w Bambergu) oraz ewangeliarz Ottona III (Bawarska Biblioteka Państwowa w Monachium). W dwóch powyższych księgach scenę tę przedstawiono na dwóch sąsiadujących stronicach: na jednej ukazany został cesarz, na drugiej – prowincje.
|                                 |                                  |
| De bello Iudaico, ok. X-XI wiek | Ewangeliarz Ottona III, ok. 1000 |